# Internationell typografisk stil

Akzidenz Grotesk skapad 1896 för "H. Berthold AG type foundry". Skapad för att visa modernistisk schweizisk stil.

Internationell typografisk stil, också känd som schweizisk stil, är en stil för grafisk formgivning utvecklad i Schweiz på 1950-talet. Stilen främjar enkelhet, läsbarhet och objektivitet.